# جوزف آقووبیا
جوزف آقووبیا (انگلیسی: Joseph Aghoghovbia; ۱۵ آوریل ۱۹۴۱ – ۱۹ ژوئیهٔ ۲۰۱۰) بازیکن فوتبال اهل نیجریه بود که در پست نوک حمله یا مهاجم وسط بازی می‌کرد.
وی در تیم‌ ملی فوتبال نیجریه بازی کرده است.